# Sergei Walentinowitsch Pogorelow
Sergei Walentinowitsch Pogorelow (russisch Серге́й Валенти́нович Погоре́лов; * 2. Juni 1974 in Wolgograd; † 24. April 2019) war ein russischer Handballspieler.

## Vereinskarriere
Pogorelow wechselte 1999 vom russischen Verein GK Kaustik Wolgograd in die deutsche Handball-Bundesliga, wo er zunächst beim TBV Lemgo und anschließend beim ThSV Eisenach spielte. Von dort ging er 2001 in die spanische Liga ASOBAL zum BM Ciudad Real, mit dem er 2002 den Europapokal der Pokalsieger gewann. Während der Saison 2002/03 wurde der 1,97 Meter große Rückraumspieler an den französischen Verein Villeurbanne ausgeliehen, für den er in 12 Partien 40 Tore warf. In der darauffolgenden Saison wurde er an Paris Handball ausgeliehen. Nachdem Pogorelow wieder zu Ciudad Real zurückgekehrt war und dort keine Spielpraxis erhalten hatte, wurde er im Oktober 2004 an den spanischen Erstligisten BM Altea ausgeliehen. Im Sommer 2005 schloss er sich Algeciras BM an. Zur Saison 2008/09 wechselte Pogorelow zum mazedonischen Klub RK Metalurg Skopje, den er allerdings nach nur einer Woche wieder verließ, nachdem er den Gesundheitscheck nicht bestand.

## Nationalmannschaft
Sergei Pogorelow bestritt 194 Länderspiele für die russische Nationalmannschaft. Mit Russland wurde er 1996 Europameister, 1997 Weltmeister und gewann bei den Olympischen Spielen 2000 die Goldmedaille und 2004 Bronze.
Bei der Europameisterschaft 1998 wurde Pogorelow ins Allstar-Team gewählt.